# Marie Šachová
Marie Šachová (25. ledna 1913 Praha – ???) byla česká a československá politička Československé strany lidové a poúnorová poslankyně Národního shromáždění ČSR.

## Biografie
Po obecné a měšťanské škole studovala obchodní akademii v Praze 10 a pracovala pak jako kancelářská praktikantka u firmy O. F. Hess v Praze-Karlíně. Od roku 1929 byla členkou ČSL. Během únorového převratu v roce 1948 patřila k frakci, která v ČSL převzala moc a která lidovou stranu proměnila na loajálního spojence komunistického režimu. Vyšších stranických funkcí dosáhla až po roce 1948, kdy se zařadila mezi hlavní osobnosti ženského hnutí uvnitř strany (předsedkyně žen ČSL). V roce 1948 se uvádí jako choť úředníka, bytem Praha IV.
Po volbách v roce 1948 byla zvolena do Národního shromáždění za ČSL ve volebním kraji Praha. Mandát nabyla dodatečně v červenci 1950 jako náhradnice poté, co rezignoval poslanec Adolf Vodáček. V parlamentu zasedala do června 1952, kdy rezignovala a nahradila ji Anděla Sukupová.
Její kariéra v „obrozené“ (prokomunistické) ČSL brzy skončila. 26. března 1952 byla vyloučena ze strany a z poslaneckého klubu poté, co jednání Josefa Plojhara označila za buržoazní přežitek. Její vyloučení bylo odůvodněno následovně: „Pro nemožnost použití Marie Šachové pro politickou práci v určeném ji volebním kraji, pro pohoršení budící způsob soukromého života (střídání partnerů), jakož i porušení stranické kázně a zanedbávání svých povinností jako poslankyně ve volebním kraji jí přiděleném...“ 21. června 1952 byla donucena vzdát se poslaneckého mandátu. V roce 1968 neúspěšně usilovala o plnou rehabilitaci, ale do politiky se už nevrátila. Bližší údaje o jejích dalších osudech nejsou známy.